# Пастухова Марія Хомівна
Марія Хомівна Пастухова (рос. Мария Фоминична Пастухо́ва; 1918—2003) — радянська і російська акторка. Народна артистка РРФСР (1976). Лауреат Сталінської премії другого ступеня (1950).

## Біографія
Марія Пастухова народилася 22 липня 1918 року в Мелітополі (тепер Запорізька область). У 1940 році закінчила ДІТІС імені А. В. Луначарського (курс Михайла Тарханова). У 1940—1942 роках артистка Брестського російського театру, у 1942—1943 роках — Центральної об'єднаної кіностудії художніх фільмів, у 1944—1945 роках — Тбіліської кіностудії, з 1945 року — Центральний академічний театр Радянської армії (нині Театр російської армії).
Марія Хомівна була першою дружиною актора Миколи Крючкова. Познайомилися на зйомках фільму «Трактористи», у них народився син Борис. Шлюб розпався в 1945 році.

## Творчість

### Ролі в театрі
Брестський російський театр
- «Любов Ярова» Костянтина Треньова — Любов Ярова
- «Міщани» Максима Горького — Тетяна

Центральний академічний театр Радянської армії
- «Підступність і любов»  Ф. Шиллера —  Луїза
- «На тій стороні»  А. А. Барянова —  Ніколаєва
- «Степ широкий»  М. Г. Віннікова —  Паша Сумська
- «Воєвода»  О. М. Островського —  Олена
- «Закон Лікурга»  Н. Г. Базилевського-Блюмкіна —  Роберта Олден
- «Мій товариш»  М. Ф. Погодіна —  Ксенія Іонівна
- «Юстина»  Г. Вуолійокі —  Юстина
- «Добряки»  Л. Г. Зоріна —  Надія
- «Океан»  О. П. Штейна —  Аня
- «Розбійник» К. Чапека —  Фанка
- «Навала»  Л. М. Леонова —  Ганна Петрівна Таланова
- «Дядя Ваня»  А. П. Чехова —  Марія Василівна Войницька
- «Надія Милованова»  В. Ф. Панової —  Надія Федорівна Милованова
- «Сніги впали …»  Р. К. Феденьова —  Катя
- «Орфей спускається до пекла»  Т. Вільямса —  Ві Толбет
- «Останнє побачення»  О. А. Галича —  Соня Жердєва
- «Поголос»  А. Д. Салинського —  Марфа Бодрова
- «Моя професія — синьйор з товариства»  Д. Скарначчі та  Р. Тарабузі —  Матильда
- «Дама з камеліями» А. Дюма-сина —  Нанніні
- «Дорога в Бородухіно»  В. Л. Кондратьєва —  Господиня в Бородухіні
- «Дерева вмирають стоячи»  А. Касони —  донья Еухенія
- «Жахливі батьки»  Ж. Кокто —  Івонна
- «Боже, бережи короля!»  В. С. Моема —  Шарлотта Ердслі

## Фільмографія
- 1943: «В ім'я Батьківщини» / Во имя Родины — Валентина Миколаївна Анощенко, розвідниця
- 1943: «Фронт» / Фронт — Маруся, санітарка
- 1944: «Малахів курган» / Малахов курган — Марія Володимирівна Первенцова
- 1956: «Серце б'ється знову...» / Сердце бьётся вновь… — чергова медсестра (немає в титрах)
- 1956: «Пролог» / Пролог — Надія Костянтинівна Крупська
- 1956: «Два життя» (короткометражний) / Две жизни — Даша, сестра Насті
- 1956: «Розповіді про Леніна» / Рассказы о Ленине — Надія Костянтинівна Крупська
- 1957: «Особисто відомий» / Лично известен — Надія Костянтинівна Крупська
- 1958: «Йшли солдати ...» / Шли солдаты… — Надія Костянтинівна Крупська
- 1963: «Російський ліс» / Русский лес — Таїска, сестра Івана Матвійовича
- 1964: «Заметіль» / Метель — Парасковія Петрівна
- 1965: «Надзвичайне доручення» / Чрезвычайное поручение — Надія Костянтинівна Крупська
- 1968: «Щит і меч» / Щит и меч — військова лікарка
- 1970: «Штрихи до портрету В. І. Леніна» / Штрихи к портрету В. И. Ленина — Надія Костянтинівна Крупська
- 1971: «Повернення до життя» / Возвращение к жизни — жінка, пограбована Арно
- 1972: «Слідство ведуть ЗнаТоКі. Нещасний випадок» / Следствие ведут ЗнаТоКи. Несчастный случай — мати Каталіна
- 1973: «Це сильніше мене» / Это сильнее меня — Наталя Хомівна, мама Олексія
- 1979: «Вибач-прощавай» / Прости-прощай — Пелагея
- 1980: «Повінь» / Половодье —
- 1981: «Тропініни» / Тропинины — мати Тропініна
- 1986: «За Ветлугою-рікою» / За Ветлугой-рекой  — бабуся Рина
- 1988: «Філія» / Филиал — Ганна Іванівна, вахтер
- 1988: «Сім днів Надії» / Семь дней Надежды — Надія Буригіна
- 1989: «Свій хрест» / Свой крест — мати Сергія
- 1990: «Нелюд, або В раю заборонено полювання» / Нелюдь, или В раю запрещена охота — мама Зої Шерстобітової
- 1996: «Здрастуй, плем'я молоде…» (кіноальманах); (Неживий звір)

## Нагороди та премії
- Народна артистка РРФСР (16.6.1976)
- Сталінська премія другого ступеня (1950) — за виконання ролі Паші Сумської у виставі «Степ широкий» М. Г. Віннікова (1949)
- премія мерії Москви (1997) — за виконання ролі Шарлотти Ердслі у виставі «Боже, бережи короля!» Сомерсета Моема
- орден «Знак Пошани» (1990)
- медаль «Ветеран праці» (1984)